# Tadeusz Ajdukiewicz

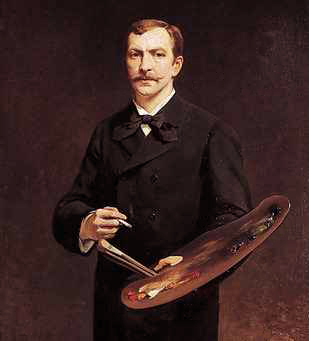
Tadeusz Ajdukiewicz – Selbstbildnis.

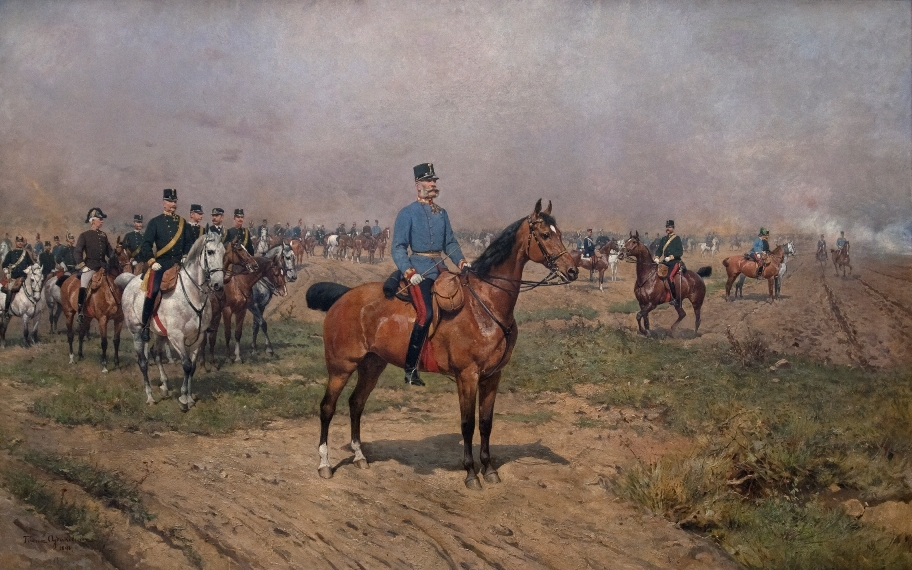
Kaiser Franz Joseph beim Manöver.

Tadeusz Ajdukiewicz (* 1852 oder 1853 in Wieliczka; † 9. Januar 1916 in Krakau) war ein polnischer Porträt-, Genre- und Militärmaler.

## Leben und Werk
Ajdukiewicz war der Sohn einer k. k. Beamten. Er begann 1868 seine Ausbildung bei Władysław Łuszczkiewicz an der Akademie der Schönen Künste in Krakau. Später setzte er sein Studium an der Wiener Akademie und ab dem 30. Oktober 1873 in der Antikenklasse der Münchner Akademie fort. In München wurde er unter anderem durch Joseph T. Brandt und unter Otto Seitz und Alexander Wagner unterrichtet. 1874 trat er mit Szenen aus dem Polnischen Aufstand von 1863 an die Öffentlichkeit. Längere Studienreisen führten ihn nach Ägypten, Kleinasien und ins südliche Russland. 1877 stellte er Bilder mit einigen zu der Zeit sehr beliebten orientalischen Motiven aus, wie Karwane, Markt in Kairo (1884), Ufer des Nils (1885) und Gebet in der Wüste (1888). 1879 malte er in Warschau Porträts mehrerer Schauspielerinnen und Sängerinnen.
Später ließ sich Ajdukiewicz in Wien nieder, dort wandte er sich verstärkt militärischen Motiven wie Manöver oder Paraden zu. Damit war der Künstler recht erfolgreich, denn seine Zeitgenossen urteilten, dass es sich bei den Gemälden um sorgfältige, bisweilen salonfähig glatte Bilder handeln würde, denen Licht, Luft und Kolorit nicht fehlen. Der Künstler verstünde sich darauf, die Uniformen und die Montur der Kavallerie in der Sonne glänzen zu lassen. Durch diese Erfolge wurde schnell das Wiener Kaiserhaus und der Hofadel auf ihn aufmerksam, sodass Ajdukiewicz fortan Kaiser, Erzherzöge und auch Könige, wie z. B. König Karl von Rumänien jeweils zu Pferd porträtieren konnte. 1893 wurde der Künstler nach London berufen, wo er ein Porträt von Albert Edward, Prince of Wales, malte. Über Bukarest und Wien kehrte Tadeusz Ajdukiewicz schließlich in seine Heimat zurück, wo er 1916 in Krakau starb.
Er war Cousin des Malers Zygmunt Ajdukiewicz.

## Werke (Auszug)
- Reiterportrait Kaiser Franz Joseph I. von Österreich als oberster Kriegsherr, umgeben von seinem Stab, auf dem Manöverfeld mit Gefolge und Soldaten, 1891. Öl auf Leinwand, Heeresgeschichtliches Museum, Wien.[3]
- Portrait Nikolaus Graf Pejacsevich, General der Kavallerie, leitet eine Parforcejagd, 1888. Öl auf Leinwand, Heeresgeschichtliches Museum, Wien.
- Pferde auf der Weide, 1874, Öl auf Leinwand, 25,5 × 40,5 cm, Lemberger Gemäldegalerie, Ukraine
- Selbstporträt, Öl auf Leinwand, Nationalmuseum Warschau
- Porträt Helena Modrzejewska, 1880, Öl auf Leinwand, Muzeum Narodowego w Krakowie, Krakau